# 高岭县
高岭县（越南语：／）是越南同塔省下辖的一个县。

## 地理
高岭县西北接三农县和清平县，东北接塔梅县，东南接前江省丐𦨭县，南接沙沥市和周城县，西南接垃圩县和高岭市。

## 历史
1976年，高岭市社、建文县和美安县并入高岭县。高岭县下辖高岭市镇和平行西社、平行中社、平盛社、督兵乔社、和安社、兴盛社、隆协社、美安社、美和社、美会社、美贵社、美新社、美寿社、美茶社、美昌社、二平社、丰美社、芳盛社、新顺东社、新顺西社、清美社、静泰社22社。
1980年12月27日，兴盛社析置长春社，美贵社析置美东社，美新社析置新义社，隆协社分设为美隆社和美协社，二平社分设为二美社和安平社，芳盛社析置巴梢社，以芳盛社第一邑和美茶社美贵邑析置芳茶社。
1981年1月5日，以兴盛社、美安社、美和社、长春社、清美社、督兵乔社、美贵社、美东社8社析置塔梅县，高岭县仍辖平盛社、平行中社、平行西社、美会社、美寿社、美昌社、静泰社、新顺东社、新顺西社、丰美社、芳盛社、巴梢社、安平社、二美社、美隆社、美协社、芳茶社、新义社、和安社、美新社、美茶社21社和高岭市镇，县莅高岭市镇。
1983年2月23日，以高岭市镇、和安社、美茶社和美新社析置高岭市社，高岭县仍辖平盛社、平行中社、平行西社、美会社、美寿社、美昌社、静泰社、新顺东社、新顺西社、丰美社、芳盛社、巴梢社、安平社、二美社、美隆社、美协社、芳茶社、新义社18社，县莅美寿社。
后来，美寿社析置美寿市镇。
1987年2月16日，新顺东社、新顺西社、静泰社3社和新义社5邑、芳茶社第四邑、第五邑、丰美社第五邑部分区域划归高岭市社管辖，平行中社部分区域划归沙沥市社管辖。
1989年6月27日，平行中社、美会社和平行西社析置新会社。
后来，高岭县增设梏仝社。

## 行政区划
高岭县下辖1市镇17社，县莅美寿市镇。
- 美寿市镇（Thị trấn Mỹ Thọ）
- 安平社（Xã An Bình）
- 巴梢社（Xã Ba Sao）
- 平行西社（Xã Bình Hàng Tây）
- 平行中社（Xã Bình Hàng Trung）
- 平盛社（Xã Bình Thạnh）
- 梏仝社（Xã Gáo Giồng）
- 美协社（Xã Mỹ Hiệp）
- 美会社（Xã Mỹ Hội）
- 美隆社（Xã Mỹ Long）
- 美寿社（Xã Mỹ Thọ）
- 美昌社（Xã Mỹ Xương）
- 二美社（Xã Nhị Mỹ）
- 丰美社（Xã Phong Mỹ）
- 芳盛社（Xã Phương Thịnh）
- 芳茶社（Xã Phương Trà）
- 新会中社（Xã Tân Hội Trung）
- 新义社（Xã Tân Nghĩa）